# Idempotência
Em matemática e ciência da computação, a idempotência é a propriedade que algumas operações têm de poderem ser aplicadas várias vezes sem que o valor do resultado se altere após a aplicação inicial.

## Definição

### Operação unária
Uma operação unária f, isto é, uma função de um conjunto S em si mesmo, é idempotente se para todo x em S,
f(f(x)) = f(x).
Em particular, a função identidade idS, definida por idS(x) = x, é idempotente, bem como a função constante Kc, em que c é um elemento de S, definida por Kc(x) = c.

### Operação binária
Em um conjunto S com uma operação binária * (ou seja, (S,*) é um grupóide), um elemento a é idempotente quando a * a = a.

## Exemplos
- Os únicos números reais idempotentes em relação à multiplicação são 0 e 1.
- A união de um conjunto A com ele mesmo, ou seja, A U A, é um exemplo de operação binária idempotente, pois A U A = A.
- Uma matriz quadrada A, é idempotente se {\displaystyle AA=A^{2}=A}.[1]